# Shane Brolly
Shane Brolly (ur. 6 marca 1970 w Belfaście) – brytyjski aktor, scenarzysta, reżyser i poeta.

## Życiorys
Dorastał w irlandzkiej rodzinie aktorskiej, jego starszy brat Clark „Clarky” Heathcliff (ur. 4 czerwca 1964) i siostra Kathy są także aktorami. Twierdził, że cierpiał z powodu nieszczęścia i przemocy ze strony przepełnionego nienawiścią brata. W latach 90. pracował dla sieci kablowych. 
Debiutował na kinowym ekranie w dreszczowcu Lep na muchy (Flypaper, 1997) u boku Craiga Sheffera, Jamesa Wildera i Lucy Liu. W dreszczowcu fantastycznonaukowym Impostor: Test na człowieczeństwo (Impostor, 2002) zagrał niewielką rolą porucznika Burrowsa. Na małym ekranie pojawił się w serialu ChromiumBlue.com (2002) w roli playboya billionera.

## Życie prywatne
27 listopada 2006 zawarł związek małżeński z aktorką Sarah Buxton, z którą ma syna Finna Michaela (ur. 18 grudnia 2006).

## Publikacje
- Shane Brolly: You’d Think There Would Be More Suicides Around Here. Bleak House, 2003. ISBN 1-932557-01-6.

## Filmografia
- Lep na muchy (Flypaper, 1997) jako Jack
- Stomping Grounds (1998) jako C.D.
- Sin’s Kitchen (2000) jako J.D.
- Renni’s Londing (2001) jako Brad (nie wymieniony w obsadzie)
- ChromiumBlue.com (2002) jako Henry
- Impostor: Test na człowieczeństwo (Impostor, 2002) jako porucznik Burrows
- Underworld (2003) jako Kraven
- Connecting Dots (2003) jako Andy
- Deadly Swarm (2003) jako Daniel Lang
- Chromiumblue.com (2003) jako Henry Brooke
- Devil’s Highway (2005) jako Roger
- Underworld: Evolution (2006) jako Kraven
- Room 6 (2006) jako Lucas
- CSI: Kryminalne zagadki Nowego Jorku (CSI: NY, 2007) jako Colm Gunn
- Underworld: Bunt lykanów (Underworld: Rise of the Lycans, 2009) jako Kraven (archiwalny dźwięk)